# 2017 في ألمانيا
فيما يلي قوائم الأحداث التي وقعت خلال عام 2017 في ألمانيا.

## أحداث
- 7 يوليو – قمة مجموعة العشرين هامبورغ 2017
- 24 سبتمبر – الانتخابات الفيدرالية الألمانية 2017

## سياسة

### تعيين في المنصب
- 27 يناير – زيغمار غابرييل وزير الخارجية،عضو في البوندستاغ الألماني.
- 19 مارس – فرانك-فالتر شتاينماير رئيس ألمانيا.
- 19 مارس – مارتن شولتز رئيس الحزب الديمقراطي الاجتماعي الألماني ‏،عضو في البوندستاغ الألماني.
- 27 يونيو – أرمين لاشيت رئيس وزراء شمال الراين وستفاليا [الإنجليزية]‏.
- 4 يوليو – مانويلا شفسيغ رئيس وزراء مكلنبورغ فوربومرن [الإنجليزية]‏.
- 24 أكتوبر – ألكسندر غاولاند عضو في البوندستاغ الألماني.
- 24 أكتوبر – أليس فايدل عضو في البوندستاغ الألماني.
- 24 أكتوبر – أنالينا بيربوك عضو في البوندستاغ الألماني.
- 24 أكتوبر – أندريا ناليس عضو في البوندستاغ الألماني.
- 24 أكتوبر – أنغيلا ميركل عضو في البوندستاغ الألماني.
- 24 أكتوبر – أنيا كارليشك عضو في البوندستاغ الألماني.
- 24 أكتوبر – أورسولا فون دير لاين عضو في البوندستاغ الألماني.
- 24 أكتوبر – آيدان أوز أوغوز عضو في البوندستاغ الألماني.
- 24 أكتوبر – باربرا هندريكس عضو في البوندستاغ الألماني.
- 24 أكتوبر – بيتر ألتماير عضو في البوندستاغ الألماني.
- 24 أكتوبر – بيترا باو عضو في البوندستاغ الألماني.
- 24 أكتوبر – توماس أوبرمان عضو في البوندستاغ الألماني.
- 24 أكتوبر – توماس دي ميزير عضو في البوندستاغ الألماني.
- 24 أكتوبر – جيم أوزديمير عضو في البوندستاغ الألماني.
- 24 أكتوبر – سارا فاكنكنيخت عضو في البوندستاغ الألماني.
- 24 أكتوبر – فرانك هاينريش عضو في البوندستاغ الألماني.
- 24 أكتوبر – فولفغانغ شويبله عضو في البوندستاغ الألماني، رئيس البوندستاغ.
- 24 أكتوبر – كاتارينا بارلي عضو في البوندستاغ الألماني.
- 24 أكتوبر – كاترين غورنغ إيكارت عضو في البوندستاغ الألماني.
- 24 أكتوبر – كاتيا كيبينج عضو في البوندستاغ الألماني.
- 24 أكتوبر – كريستوف ماير عضو في البوندستاغ الألماني.
- 24 أكتوبر – كريستيان شميدت عضو في البوندستاغ الألماني.
- 24 أكتوبر – كريستيان ليندنر عضو في البوندستاغ الألماني.
- 24 أكتوبر – كلاوديا روت عضو في البوندستاغ الألماني.
- 24 أكتوبر – ماتياس زيمر عضو في البوندستاغ الألماني.
- 24 أكتوبر – مانفريد بيرنس عضو في البوندستاغ الألماني.
- 24 أكتوبر – نادينة شون عضو في البوندستاغ الألماني.
- 24 أكتوبر – نوربرت روتغين عضو في البوندستاغ الألماني.
- 24 أكتوبر – هانز بيتر فريدرش عضو في البوندستاغ الألماني.
- 24 أكتوبر – هايكو ماس عضو في البوندستاغ الألماني.
- 24 أكتوبر – هوبرتوس هايل عضو في البوندستاغ الألماني.
- 24 أكتوبر – ياسمين فهيمي عضو في البوندستاغ الألماني.
- 24 أكتوبر – ينز ليمان عضو في البوندستاغ الألماني.
- 24 أكتوبر – يورغن تريتين عضو في البوندستاغ الألماني.

### انتهاء فترة المنصب
- 26 يناير – بريغيته تسيبريس سكرتير برلماني في ألمانيا [الإنجليزية]‏.
- 27 يناير – فرانك-فالتر شتاينماير وزير الخارجية،عضو في البوندستاغ الألماني.
- 18 مارس – يواخيم غاوك رئيس ألمانيا.
- 19 مارس – زيغمار غابرييل رئيس الحزب الديمقراطي الاجتماعي الألماني ‏.
- 27 يونيو – هانيلورة كرافت رئيس وزراء شمال الراين وستفاليا [الإنجليزية]‏.
- 10 أكتوبر – كريستيان ليندنر عضو مجلس الشورى الموحد شمال الراين وستفاليا.
- 12 ديسمبر – ستانيسلاف تيليش رئيس وزراء ساكسونيا  [لغات أخرى]‏.

## رياضة
- 1 مايو – إشبورن-فرانكفورت 2017 الفائزون ألكسندر كريستوف، جون ديجينكولب، ريك تسابل.
- 20 أغسطس – أوروآيز الكلاسيكي 2017 الفائزون ديلان جروينويغن، إيليا فيفياني، ارنو ديمار.

## أفلام
من الأفلام التي صدرت هذه السنة في ألمانيا:
- 1 يناير – أنكليف من إخراج Goran Radovanović ‏.
- 1 يناير – المبتدئ من إخراج Boo Junfeng [الإنجليزية]‏.
- 1 يناير – بلا حب من إخراج أندري زفياغنسيف.
- 1 يناير – هي من إخراج بول فيرهويفن.
- 3 فبراير – الجانب الآخر من الأمل من إخراج أكي كاوريسمكي.
- 16 مارس – آخر الرجال في حلب من إخراج فراس فياض، Steen Johannessen ‏.
- 13 مايو – جزيرة الماس من إخراج دافي تشو.
- 26 ديسمبر – ريزدنت إيفل: ذي فاينال شابتر من إخراج بول أندرسون.

## وفيات

### يناير
- 10 يناير – رومان هيرتسوغ (مواليد 1934) الرئيس السابع لجمهورية ألمانيا الاتحادية (1994-1999).
- 26 يناير – مايكل تونيس (مواليد 1959) لاعب كرة قدم ألماني.
- 27 يناير – برونهيلد بومسل (مواليد 1911)
- 29 يناير – هارالد فريدريش (مواليد 1947) فيزيائي ألماني.

### فبراير
- 22 فبراير – فريتز كونيغ (مواليد 1924) نحات ألماني.

### مارس
- 7 مارس – هانز ديملت (مواليد 1922) فيزيائي ألماني.
- 25 مارس – أبو عمر الألماني (مواليد 1986)

### أبريل
- 12 أبريل – مايكل بولهاوس (مواليد 1935)

### مايو
- 10 مايو – كارل فريدريش ألكسندر (مواليد 1925) فيزيائي ألماني.
- 15 مايو – كارل أوتو آبل (مواليد 1922) فيلسوف ألماني.
- 20 مايو – بول فولك (مواليد 1921) متزلج فني ألماني.
- 24 مايو – دينيس جونسون (مواليد 1949)

### يونيو
- 16 يونيو – هلموت كول (مواليد 1930) المستشار السادس لجمهورية ألمانيا الاتحادية (1982-1998).

### يوليو
- 2 يوليو – كريس روبرتس (مواليد 1944)

### أغسطس
- 10 أغسطس – روث بفاو (مواليد 1929)

### سبتمبر
- 28 سبتمبر – اندرياس شميدت (مواليد 1963)

### أكتوبر
- 5 أكتوبر – سيلكي تيمبل (مواليد 1963) كاتبة ألمانية.

### نوفمبر
- 5 نوفمبر – لوثار توماس (مواليد 1956) دراج ألماني.
- 6 نوفمبر – كارين الدر (مواليد 1938) ممثلة ألمانية.
- 7 نوفمبر – هانز مايكل ريبيرغ (مواليد 1938)
- 7 نوفمبر – هانس شيفر (مواليد 1927) لاعب كرة قدم ألماني.
- 18 نوفمبر – فريدل خاوش (مواليد 1940)

### ديسمبر
- 1 ديسمبر – فريدي شميدتكي (مواليد 1961) درّاج طريق ألماني.